# Pasticcio

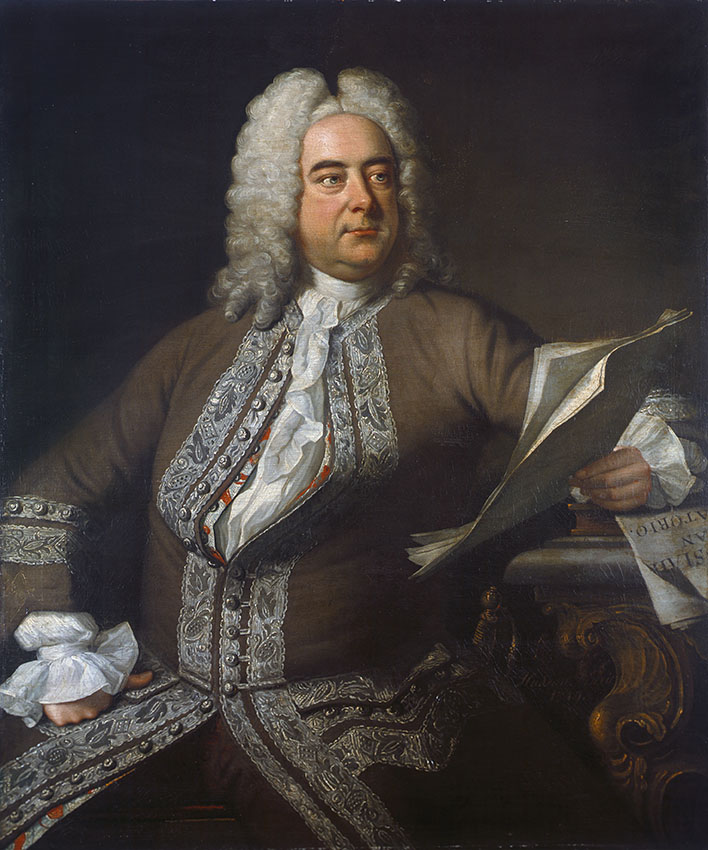
Retrato del compositor germano-británico George Frideric Handel, realizado por el pintor británico Thomas Hudson (1701-1779)

En música, un pasticcio o pastiche es una ópera u otra obra musical compuesta de obras de diferentes compositores que pueden o no haber estado trabajando juntos, o una adaptación o localización de una obra existente que está suelta, no autorizada o no es auténtica.
El término se atestigua por primera vez en el siglo XVI refiriéndose tanto a un tipo de pastel que contiene carne y pasta (pastitsio) como a una mezcla literaria; para música, la primera certificación es en 1795 en italiano y en 1742 en inglés. Se deriva del  latín post-clásico  pasticium  (siglo XIII), un tipo de pastel.